# ジャージマン
舞台『ジャージマン』は、女優・水野美紀と作家・楠野一郎による演劇ユニット・プロペラ犬の第2回公演である。
上演は、2008年11月27日-2008年12月8日に渡り、東京・大阪で行われた。
2008年6月に、第2回公演のタイトル、演出家、客演陣が発表された。
タイトル「ジャージマン」、作・楠野一郎、演出・福原充則（ピチチ5）、出演・水野美紀/設楽統（バナナマン）/玉置孝匡（ペンギンプルペイルパイルズ）
キャストが全て揃っての第一回本読みは、2008年9月28日に行われた。

## 公演概要
※当日パンフレット記載の情報による。

### キャスト
- 水野美紀
- 設楽統（バナナマン）
- 玉置孝匡（ペンギンプルペイルパイルズ）

### スタッフ
- 作：楠野一郎
- 演出：福原充則（ピチチ5）
- 音楽：西山宏幸（ブルドッキングヘッドロック）
- 美術：佐々木文美（快快）
- 照明：河上賢一（La Sens）、田端真実
- 音響：中村嘉宏
- 衣装：小野涼子
- 演出助手：三浦竜一（ピチチ5）
- 特殊小道具：中田彰輝（M.E.U）
- ヘアメイク：武井優子
- 怪人担当：笹野茂之
- 舞台監督：堀吉行（DDR）
- 舞台監督助手：須田桃季（DDR）、浅野玲（DDR）
- 衣装進行：釜田眞奈美（DDR）
- 衣装製作協力：加藤佑里恵
- 音楽協力：山口かほり
- 映像監督：辻本貴則
- アクション監督：園村健介
- 出演：虎牙光輝
- 特別協力：アクション研究会の面々
- 振付：前田健
- 大道具製作：C-COM
- 小道具：高津映画装飾
- 運搬：マイド
- 宣伝写真：松澤亜希子
- 宣伝ヘア＆メイク：吉森香織
- 宣伝美術協力：天野史朗（快快）
- 制作：藤野和美（オフィス・REN）、飯盛一恵（オフィス・REN）
- 制作協力：キューブ
- 協力：ホリプロコム、ダックスープ、ノックス、オフィス・モレ、＆FOCTION！、山口かほり

- 東京公演提携：赤坂RED/THEATER
- 大阪公演主催：HEP FIVE
- 協賛：日本財託、東武緑地株式会社

- 企画・制作：プロペラ犬（水野美紀×楠野一郎）

### 公演期間
- 東京公演（2008年11月27日-12月4日、赤坂RED/THEATER）-全11回（追加公演1回含む）
- 大阪公演（2008年12月7日-12月8日、大阪HEPホール）-全4回（追加公演1回含む）

### 公演グッズ
- パンフ缶 1300円
- 劇中曲CD「ジャージマン THE ベスト」 1000円
- 書籍「プロペラ犬の育て方」 1470円（税込み）、劇場限定で水野美紀直筆サイン本。
- バナナ犬セット
パンフ缶・劇中曲CD・書籍・バナナマン15周年記念切手・キャスト3名のサイン入りチラシセット
※大阪千秋楽12/8の公演分のみ、チラシに水野直筆で「大阪千秋楽！！」と記されていた。
通常価格6770円のところ、セット価格で6300円で販売。
- 水野美紀デザインのサクマくんストラップ（金・銀・銅の3色） 各1000円
金と銅は今回公演からの新色での発売。
- 水野美紀デザインのバングル 800円
水野がデザイナーを務める「THIRD FACTORY」商品。会場のみ特別価格
- バナナマンDVD「Bananaman Punch」「Bananaman Kick」「疾風の乱痴気」　各3990円
※大阪公演限定で、DVD購入者特典としてミニ直筆サイン色紙プレゼントあり。

## テレビ放送・DVD

### テレビ放送
シアターテレビジョンにて、初回は2009年4月1日放送。数回リピート放送あり。

### DVD
2009年10月21日に発売される。価格は3990円。
2009年7月初旬、水野・楠野・演出の福原充則にて副音声の収録をした。

## その他・エピソード
- バナナマン・設楽統は、外部舞台へ単独での出演は初となる。
- 水野・楠野は、以前よりバナナマン及び設楽のファンを公言しており、舞台出演は二人の念願叶ってのものである。その証拠に、旗揚げ公演前のラジオドラマ「マイルドにしぬ前に」では、設楽が楠野役、水野が本人役として共演している。
- 今作「ジャージマン」のチラシには『演劇ユニット』の文字の記載がない。これは前回旗揚げ公演時のアンケート並びに感想などから、「演劇とは捉えにくい」「コントユニットなのでは？」などといったものがあった為、意図的に記載しなかったという。しかし、演劇ユニットであることには変わりなく、あくまでもチラシ上の記載有無の話である。
- プロペラ犬の舞台監督を務める堀吉行は、今作で設楽と仕事を共にしたのをきっかけに、設楽によってバナナマンの2009年夏のライブ「wonder moon」の舞台監督に推薦された。楠野は「ジャージマンでの出会いがバナナマン本隊にフィードバックされて嬉しい。ひとつ縁談をまとめた仲人のような気分」と喜びをブログに記した（2009年7月8日更新）。